# Ruselprom
Ruselprom (russisch Русэлпром) ist ein russischer Elektromaschinen-Hersteller im Besitz von Wladimir Dorochin.
Ruselprom produziert Drehstrom-Asynchron- und Synchronmaschinen mit Leistungen von 7,5 kW bis 32 MW, Synchrongeneratoren mit bis zu 25 MW sowie Frequenzumrichter. 2010 wurde die energieeffiziente Allzweck-Motorenbaureihe 7A eingeführt.

## Tochterunternehmen
- LES (Leningrader Elektromaschinenwerk)[6]
- SES (Safonowoer Elektromaschinenwerk)[7]
- WEMS (Wladimirer Elektromotorenwerk)[8]
- NIPTIEM: Forschungsinstitut[9]
- Elektromasch: Erregersysteme
- Ruselprom-Transformator: Transformatoren[10]
- SSEM (Safonower Energiemaschinenwerk): Dieselgeneratoren[11]